# Casa Kimberly

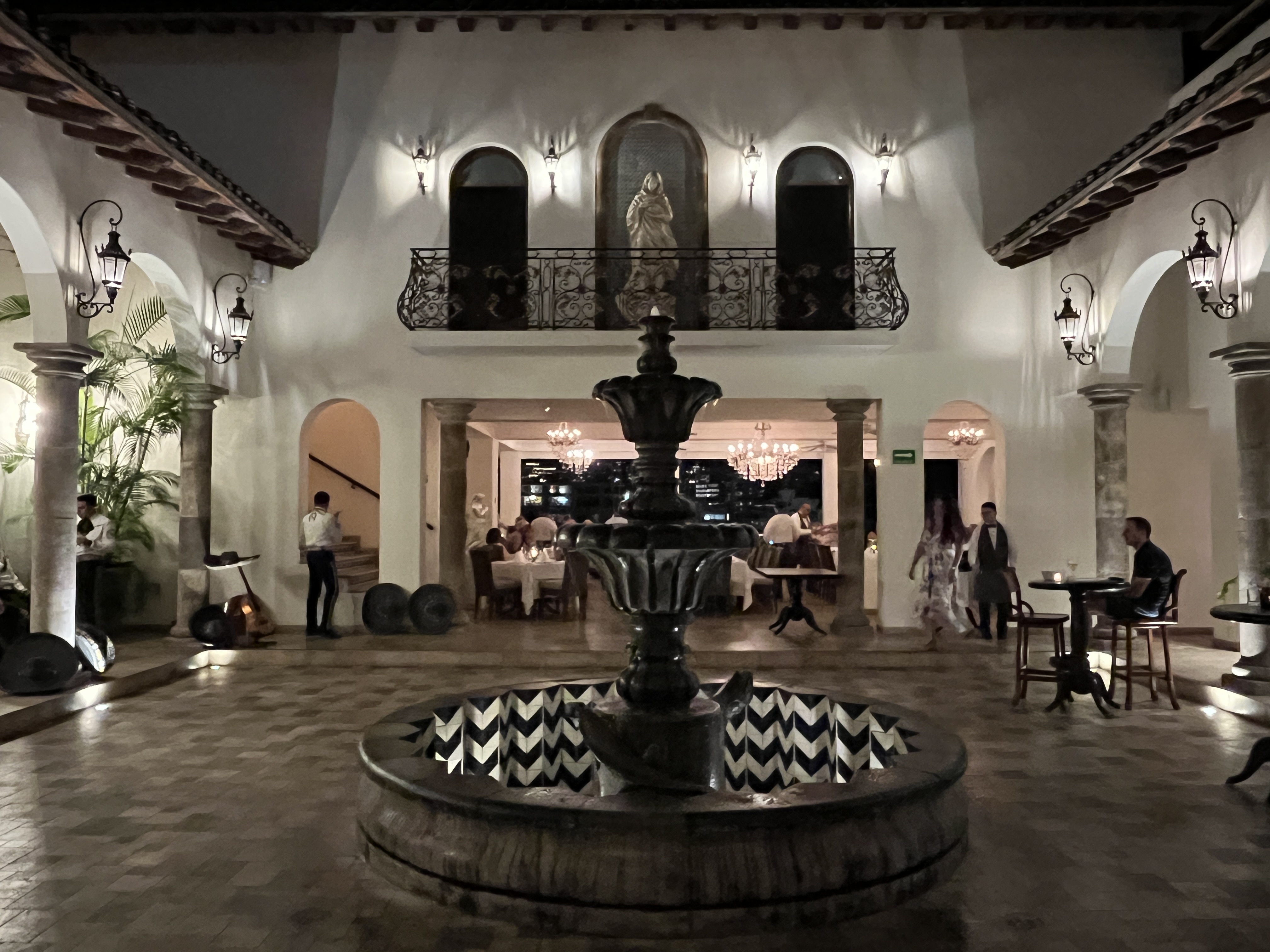
Patio central, de noche

Casa Kimberly es un hotel ubicado en Puerto Vallarta, en el estado mexicano de Jalisco. Usado como residencia por los actores Elizabeth Taylor y Richard Burton, originalmente eran 2 casas conectadas por un puente para que Taylor y Burton pudieran visitarse fuera de la vista de los paparazzis. Taylor vendió la propiedad en la década de 1990. La hotelera Janice Chatterton adquirió la casa.
Ubicado en la zona conocida como Gringo Gulch, el hotel cuenta con 9 suites, una piscina y un spa. Según Jimmy Im (en un reportaje para la revista estadounidense The Hollywood Reporter), Casa Kimberly tiene "escaleras con azulejos azules y blancos, columnas de piedra, entradas arqueadas, terrazas envolventes y patios al aire libre con fuentes burbujeantes. Todas las suites y espacios públicos están adornados con antigüedades del siglo XIX, desde pinturas italianas y carruajes de caballos hasta una estatua de mármol tallada por el escultor francés Gustave Deloye."
En el hotel está el Restaurante Iguana, llamado así por la película de 1964 La noche de la iguana. El restaurante sirve cocina mexicana y, según Denise Dias (escribiendo para el periódico canadiense Toronto Star), tiene una "atmósfera discreta y elegante... inspirada en el diseño tradicional colonial mexicano y acentuada con chispas del glamour de Hollywood".